# Kvalifikace na Mistrovství Evropy ve fotbale 2000 – skupina 6
Zápasy této kvalifikační skupiny na Mistrovství Evropy ve fotbale 2000 se konaly v letech 1998 a 1999. Z pěti účastníků si postup na závěrečný turnaj zajistil vítěz skupiny. Druhý tým skupiny hrál buď baráž, nebo postoupil také přímo (pokud byl nejlepší v žebříčku týmů na druhých místech).

## Tabulka
| Tým        | B  | Z | V | R | P | VG | IG | +/- |
| ---------- | -- | - | - | - | - | -- | -- | --- |
| Španělsko  | 21 | 8 | 7 | 0 | 1 | 42 | 5  | +37 |
| Izrael     | 13 | 8 | 4 | 1 | 3 | 25 | 9  | +16 |
| Rakousko   | 13 | 8 | 4 | 1 | 3 | 19 | 20 | -1  |
| Kypr       | 12 | 8 | 4 | 0 | 4 | 12 | 21 | -9  |
| San Marino | 0  | 8 | 0 | 0 | 8 | 1  | 44 | -43 |

## Zápasy
| 5. září 1998 |       |                  |                                                                         |
| Rakousko     | 1 – 1 | Izrael           | Ernst Happel Stadion, Vídeň diváci: 20,000 rozhodčí: Anders Frisk (SWE) |
| Reinmayr 7'  |       | Nimni 68' (pen.) | Ernst Happel Stadion, Vídeň diváci: 20,000 rozhodčí: Anders Frisk (SWE) |

| 5. září 1998                          |       |                        |                                                                                       |
| Kypr                                  | 3 – 2 | Španělsko              | Antonis Papadopoulos Stadium, Larnaka diváci: 20,000 rozhodčí: Sergei Khusainov (RUS) |
| Engomitis 43' Gogic 49' Spoljaric 77' |       | Raúl 73' Morientes 90' | Antonis Papadopoulos Stadium, Larnaka diváci: 20,000 rozhodčí: Sergei Khusainov (RUS) |

| 10. října 1998 |       |                             |                                                                                    |
| Kypr           | 0 – 3 | Rakousko                    | Antonis Papadopoulos Stadium, Larnaka diváci: 10,000 rozhodčí: Fernand Meese (BEL) |
|                |       | Cerny 55', 61' Reinmayr 74' | Antonis Papadopoulos Stadium, Larnaka diváci: 10,000 rozhodčí: Fernand Meese (BEL) |

| 10. října 1998 |       |                                                                    |                                                                        |
| San Marino     | 0 – 5 | Izrael                                                             | Stadio Olimpico, Serravalle diváci: 1,000 rozhodčí: Asim Khudiev (AZE) |
|                |       | Revivo 16' Nimni 18' Mizrahi 32' M.Valentini 58' (vl.) Ghrayeb 82' | Stadio Olimpico, Serravalle diváci: 1,000 rozhodčí: Asim Khudiev (AZE) |

| 14. října 1998 |       |                           |                                                                          |
| Izrael         | 1 – 2 | Španělsko                 | Ramat Gan Stadium, Tel Aviv diváci: 42,000 rozhodčí: David Elleray (ENG) |
| Hazan 64'      |       | Hierro 65' Etxeberria 78' | Ramat Gan Stadium, Tel Aviv diváci: 42,000 rozhodčí: David Elleray (ENG) |

| 14. října 1998 |       |                                              |                                                                           |
| San Marino     | 1 – 4 | Rakousko                                     | Stadio Olimpico, Serravalle diváci: 1,000 rozhodčí: Valerijy Onufer (UKR) |
| Selva 81'      |       | Vastić 58' Mayrleb 64' Hiden 69' Glieder 76' | Stadio Olimpico, Serravalle diváci: 1,000 rozhodčí: Valerijy Onufer (UKR) |

| 18. listopadu 1998 |       |               |                                                                          |
| San Marino         | 0 – 1 | Kypr          | Stadio Olimpico, Serravalle diváci: 1,000 rozhodčí: John McDermott (IRL) |
|                    |       | Spoljaric 40' | Stadio Olimpico, Serravalle diváci: 1,000 rozhodčí: John McDermott (IRL) |

| 10. února 1999                                           |       |            |                                                                     |
| Kypr                                                     | 4 – 0 | San Marino | Tsirion Stadium, Limassol diváci: 3,000 rozhodčí: Roland Beck (LIE) |
| Melanarkitis 18' Konstantinou 32', 45' Christodoulou 90' |       |            | Tsirion Stadium, Limassol diváci: 3,000 rozhodčí: Roland Beck (LIE) |

| 27. března 1999                                                                  |       |          |                                                                            |
| Španělsko                                                                        | 9 – 0 | Rakousko | Estadio Mestalla, Valencia diváci: 45,000 rozhodčí: Gilles Veissière (FRA) |
| Raúl 6', 17', 47', 75' Urzáiz 30', 44' Hierro 35' (pen.) Wetl 76' (vl.) Fran 84' |       |          | Estadio Mestalla, Valencia diváci: 45,000 rozhodčí: Gilles Veissière (FRA) |

| 28. března 1999            |       |      |                                                                        |
| Izrael                     | 3 – 0 | Kypr | Ramat Gan Stadium, Tel Aviv diváci: 30,000 rozhodčí: Marcel Lică (ROU) |
| Banin 11' Mizrahi 47', 53' |       |      | Ramat Gan Stadium, Tel Aviv diváci: 30,000 rozhodčí: Marcel Lică (ROU) |

| 31. března 1999 |       |                                                       |                                                                       |
| San Marino      | 0 – 6 | Španělsko                                             | Stadio Olimpico, Serravalle diváci: 1,500 rozhodčí: Goran Marić (CRO) |
|                 |       | Fran 20' Raúl 45', 59', 66' Urzáiz 49' Etxeberria 72' | Stadio Olimpico, Serravalle diváci: 1,500 rozhodčí: Goran Marić (CRO) |

| 28. dubna 1999                                                         |       |            |                                                                                   |
| Rakousko                                                               | 7 – 0 | San Marino | Arnold Schwarzenegger Stadion, Graz diváci: 15,400 rozhodčí: Kyros Vassaras (GRE) |
| Mayrleb 24', 53' Vastić 42', 44', 84' Amerhauser 71' Herzog 82' (pen.) |       |            | Arnold Schwarzenegger Stadion, Graz diváci: 15,400 rozhodčí: Kyros Vassaras (GRE) |

| 5. června 1999                                                                                          |       |            |                                                                             |
| Španělsko                                                                                               | 9 – 0 | San Marino | Estadio El Madrigal, Villarreal diváci: 16,000 rozhodčí: Gerard Perry (IRL) |
| Hierro 8' (pen.) Luis Enrique 23', 67', 67' Etxeberria 25', 45' Raúl 56' Gennari 87' (vl.) Mendieta 90' |       |            | Estadio El Madrigal, Villarreal diváci: 16,000 rozhodčí: Gerard Perry (IRL) |

| 6. června 1999                                       |       |          |                                                                         |
| Izrael                                               | 5 – 0 | Rakousko | Ramat Gan Stadium, Tel Aviv diváci: 45,000 rozhodčí: Ľuboš Micheľ (SVK) |
| Berkovich 23', 47' Revivo 45' Mizrahi 52' Grayeb 75' |       |          | Ramat Gan Stadium, Tel Aviv diváci: 45,000 rozhodčí: Ľuboš Micheľ (SVK) |

| 4. září 1999     |       |                                      |                                                                          |
| Rakousko         | 1 – 3 | Španělsko                            | Ernst Happel Stadion, Vídeň diváci: 27,000 rozhodčí: Michel Piraux (BEL) |
| Hierro 49' (vl.) |       | Raúl 22' Hierro 56' Luis Enrique 88' | Ernst Happel Stadion, Vídeň diváci: 27,000 rozhodčí: Michel Piraux (BEL) |

| 5. září 1999                            |       |                        |                                                                        |
| Kypr                                    | 3 – 2 | Izrael                 | Tsirion Stadium, Limassol diváci: 16,000 rozhodčí: Graham Barber (ENG) |
| Engomitis 27' Spoljaric 53', 86' (pen.) |       | Badir 31' Benayoun 82' | Tsirion Stadium, Limassol diváci: 16,000 rozhodčí: Graham Barber (ENG) |

| 8. září 1999                                                               |       |            |                                                                          |
| Izrael                                                                     | 8 – 0 | San Marino | Ramat Gan Stadium, Tel Aviv diváci: 20,000 rozhodčí: Ilhami Kaplan (TUR) |
| Benayoun 25', 46', 70' Mizrahi 38' Revivo 40', 68' Sivilia 84' Abuksis 89' |       |            | Ramat Gan Stadium, Tel Aviv diváci: 20,000 rozhodčí: Ilhami Kaplan (TUR) |

| 8. září 1999                                                      |       |      |                                                                                  |
| Španělsko                                                         | 8 – 0 | Kypr | Estadio Nuevo Vivero, Badajoz diváci: 15,000 rozhodčí: Alfredo Trentalange (ITA) |
| Urzáiz 20', 25', 38' Guerrero 33', 42', 56' Martín 82' Hierro 88' |       |      | Estadio Nuevo Vivero, Badajoz diváci: 15,000 rozhodčí: Alfredo Trentalange (ITA) |

| 9. října 1999                    |       |           |                                                                          |
| Rakousko                         | 3 – 1 | Kypr      | Ernst Happel Stadion, Vídeň diváci: 10,000 rozhodčí: Livio Bazzoli (ITA) |
| Glieder 5' Vastić 23' Herzog 81' |       | Costa 63' | Ernst Happel Stadion, Vídeň diváci: 10,000 rozhodčí: Livio Bazzoli (ITA) |

| 10. října 1999                    |       |        |                                                                              |
| Španělsko                         | 3 – 0 | Izrael | Estadio Carlos Belmonte, Albacete diváci: 12,000 rozhodčí: Helmut Krug (GER) |
| Morientes 30' Martín 37' Raúl 51' |       |        | Estadio Carlos Belmonte, Albacete diváci: 12,000 rozhodčí: Helmut Krug (GER) |